# Новомиргородська районна рада
Новоми́ргородська райо́нна ра́да — районна рада Новомиргородського району Кіровоградської області. Адміністративний центр — місто Новомиргород.

## Підпорядкування
Новомиргородській районній раді підпорядковані 1 міська, 1 селищна і 20 сільських рад, до складу яких входять 1 місто Новомиргород, 1 селище міського типу Капітанівка та 48 сіл.

## Населення
Населення становить 34,4 тис. осіб, з яких: 15,8 тис. (46%) — міське населення, 18,6 тис. (54%) — сільське.

## Керівний склад
Загальний склад ради — 44 депутати.
- Голова — Чепіжак Микола Васильович (з 31 жовтня 2010 року)
- Заступник голови — Стоянов Юрій Леонідович